# 자부아구

자부아 구의 위치

자부아구(힌디어: झाबुआ जिला)는 인도 마디아프라데시 주의 구 중 하나이다. 구청소재지는 자부아이다.

## 같이 보기
- 페틀라와드 폭발 사고